# Gmina regionalna Bornholm
Bornholms Regionskommune (z duń. Gmina regionalna Bornholm) - gmina obejmująca całą duńską wyspę Bornholm, w Regionie Stołecznym. Położona na wschód od Danii, na południe od Szwecji i na północ od Polski. Największym miastem i siedzibą gminy jest Rønne.
| Największe masta gminy |                 |                  |
| Nr                     | Nazwa           | Populacja (2025) |
| 1                      | Rønne           | 13 675           |
| 2                      | Nexø            | 3 657            |
| 3                      | Aakirkeby       | 2 091            |
| 4                      | Hasle           | 1 635            |
| 5                      | Allinge-Sandvig | 1 446            |
| 6                      | Svaneke         | 1 090            |
| 7                      | Tejn            | 771              |
| 8                      | Gudhjem         | 730              |
| 9                      | Snogebæk        | 682              |
| 10                     | Nyker           | 675              |
| 11                     | Klemensker      | 599              |
| 12                     | Sorthat-Muleby  | 475              |
| 13                     | Østermarie      | 459              |
| 14                     | Lobbæk          | 307              |
| 15                     | Aarsdale        | 266              |
| 16                     | Østerlars       | 254              |
| 17                     | Vestermarie     | 237              |
| 18                     | Pedersker       | 209              |

## Historia
W związku z reformą samorządu lokalnego gmina zachowała niezależność, jednak jej status powiatu wygasł. Gmina jest obecnie – pomimo znacznego oddalenia geograficznego od Kopenhagi i innych gmin w regionie – jedną z 29 gmin w Regionie Stołecznym Danii.
Gmina regionalna została utworzona 1 stycznia 2003 r., po tym jak wyborcy Bornholmu zdecydowali w referendum we wtorek 29 maja 2001 r. o połączeniu pięciu ówczesnych gmin Bornholmu (gmina Allinge-Gudhjem, gmina Hasle, gmina Nexø, gmina Rønne i gmina Aakirkeby) oraz hrabstwa Bornholm. Wyborcy zostali poproszeni o podjęcie decyzji w referendum, odpowiadając „Tak” lub „Nie”, na następujące pytanie w głosowaniu pisemnym: „Czy chcesz, aby sześć jednostek gminnych Bornholmu zostało połączonych w jedną jednostkę gminną od 1 stycznia 2003 r.?” 73,9% obecnych wyborców odpowiedziało „Tak” w głosowaniu pisemnym.
Pierwsze wybory do rady miejskiej nowej gminy, która jako jedyna w Danii została wyznaczona na gminę regionalną, odbyły się 29 maja 2002 r. Ta rada miejska działała w 2002 r. jako komitet fuzyjny, który miał przygotować połączenie pięciu gmin i gminy powiatowej w jedną gminę regionalną. Okres wyborczy pięciu rad miejskich i rady powiatowej został przedłużony o dodatkowy rok i pozostały w tym roku w urzędzie, tak aby gminy i gmina powiatowa nadal funkcjonowały, podczas gdy nowa struktura była budowana w 2002 r.
Duński parlament postanowił w ustawie z dnia 19.3.2002 r. o połączeniu gmin Bornholmu, że gminy powinny zostać połączone w Regionalną Gminę Bornholm, a Gmina Powiatowa Bornholm powinna zostać zamknięta w tym samym czasie, a zadania, które miały poprzednie gminy główne i gmina powiatowa, powinny zostać przekazane Regionalnej Gminie Bornholm. Ta ostatnia była kierowana przez Radę Regionalną Bornholmu (od 2007 r. zwaną Radą Miejską Bornholmu, aby uniknąć pomyłki z Radą Regionalną Regionu Stołecznego) składającą się z 27 członków, którzy od 1 lipca do 31 grudnia 2002 r. działali jako komitet fuzyjny , którego zadaniem było przygotowanie połączenia pięciu gmin i gminy powiatowej w jedną gminę, Regionalną Gminę Bornholm. Pierwsze wybory samorządowe do Rady Regionalnej Bornholmu odbyły się 29 maja 2002 r. Pierwszym burmistrzem gminy regionalnej został Thomas Thors, ostatni burmistrz gminy Rønne sprawujący tę funkcję przez pięć lat, od 1998 do 2002 r. Pełnił on funkcję burmistrza przez pierwsze trzy lata po jej utworzeniu, od 1 stycznia 2003 r. do 31 grudnia 2005 r.
Pięć gmin i gmina powiatowa miały łącznie 122 polityków, [ kiedy? ] w latach 90. 89 w gminach i 18 - bezpośrednio przed połączeniem 15 - w radzie powiatu. Od 1 stycznia 2003 r. ich liczba zmniejszyła się do 27 w nowej gminie regionalnej. Od 1 stycznia 2018 r. rada gminy liczy 23 członków.
W poniedziałkowy poranek, 22 września 2014 r., gmina regionalna osiągnęła kamień milowy: po raz pierwszy od ponad 100 lat liczba ludności wyspy spadła poniżej 40 000. Tego dnia w gminie mieszkało 39 922 osób. 1 kwietnia 2020 r. w gminie mieszkało 39 439 osób.